# 장 아메리
장 아메리 (Jean Améry, 1912년 10월 31일~1978년 10월 17일)는 오스트리아의 작가이다. 본명은 한스 차임 마이어(Hanns Chaim Mayer)이며, 제2차 세계 대전 경험을 풀어낸 작품으로 유명하다.

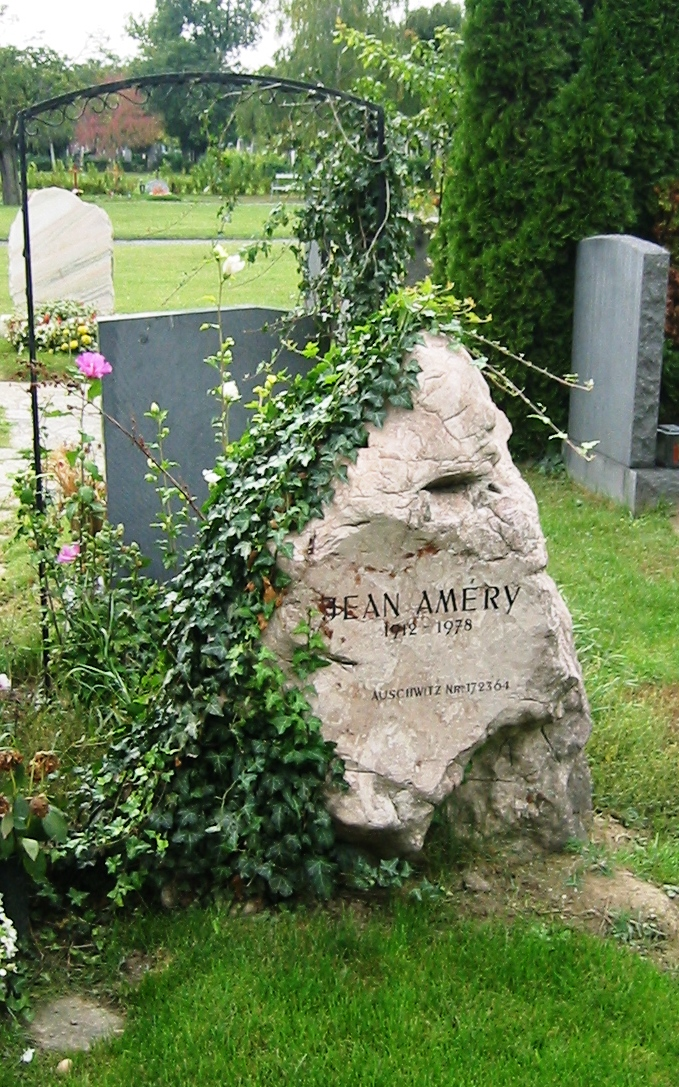
장 아메리의 무덤

어렸을 때엔, 빈에서 철학과 문학을 공부하는 학생이었다. 나치가 벨기에를 점령했을 때, 아메리는 나치에 저항하는 레지스탕스 조직에 참여했다가 게슈타포에 붙잡혀 고문당했으며, 강제 수용소에 수 년 동안 갇혀 있었다. 아우슈비츠와 부헨발트 강제 수용소에 잡혀 있다가, 1945년에 베르겐-벨젠 강제 수용소에서 자유의 몸이 되었다. 전쟁 뒤에는 벨기에에 정착했다.
그의 작품 중 가장 유명한 것으로 고문이 나치 독일의 핵심이었음을 넌지시 알려주는 《마음의 극한에서: 아우슈비츠의 생존자로서 사색과 그 현실》(At the Mind's Limits: Contemplations by a Survivor on Auschwitz and Its Realities, 1966)이 있고, 그 밖에 주목할 작품으로 《늙어감에 대하여》(On Aging, 1968), 《자살에 대하여:자발적 죽음에 대한 담론》(On Suicide: A Discourse on Voluntary Death,1976) 등이 있다. 아메리는 1978년에 자살했다.

## 어린 시절
장 아메리는 1912년 오스트리아 빈에서 유대인 아버지와 가톨릭 교도 어머니 사이에서 태어났다. 부친은 1916년에 제1차 세계 대전 중 어느 전투에서 죽었다. 어머니는 아메리를 가톨릭식으로 양육했다. 소년 시절 아메리는 서부 오스트리아의 알프스 지방, 포어아를베르크 주에 있는 호에넴스에서 자랐다. 호에넴스는 작은 휴양 도시로, 아메리의 부모의 고향이다. 나중에 아메리가 대학교에서 문학과 철학을 공부하기 위해 아메리 모자는 빈으로 돌아왔다. 하지만, 경제적 궁핍 때문에 평범하게 공부에 집중할 수는 없었다.

## 종교
아메리 가족은 “동화되고 이민족과 결혼하면서 유대인의 근본에서 멀어져갔다”. 이런 자기 소외는 나치 점령이라는 상황이 오자 “나는 모든 수단을 다해 나치와 싸울 것이다. 그것은 매우 확실하지만 내 의지라고는” 하는 생각으로 바뀌었다.
1935년에 공포된 뉘른베르크법을 보고 아메리는 독일이 근본적으로 모든 유대인에게 죽음의 선고를 보냈다는 것을 확신했다. 아메리가 말한 “유대인이 되는 것의 필요성과 불가능성”에서 정체성에 관한 그의 내적 갈등을 볼 수 있다. 아메리는 그의 정체성을 말하면서 과거 어린 시절에는 명확히 기독교인으로서의 정체성을 갖고 있었으며, 그럼에도 불구하고 다른 한편으로는 유대인임을 느낀다고 했다. 그의 유대인이라는 의식은 유대교의 신이나 유대인의 역사나 유대인의 희망인 자신들의 국가 건설과는 상관없는 것이다.
내가 유대인이 된다는 것은 내적 압박으로써 과거의 비극을 통감하는 것을 의미한다. 내 왼 팔뚝에는 아우슈비츠 강제 수용소에서 받은 수형인 번호가 있는데, 그 숫자가 토라나 탈무드보다 훨씬 간단히 읽히며, 유대인에 대해 훨씬 완전한 정보를 아직도 제공한다. 또한 유대인으로서의 기본적 생활 방식보다 그 수형자 번호가 훨씬 더 내게 밀착되어 있다. 만약 나를 그들과 함께 사는 존재로 여기지 않으면서 종교적으로나 민족적으로 유대인을 싫어하는 자들이 있거든 난 말한다. 나는 유대인이다. 그때 내 말의 뜻은 유대인이라는 것의 실현태나 가능태라기보다 요약하자면 아우슈비츠 수형자 번호이다.— 장 아메리, At the Mind's Limits, p. 94

## 나치 통치하에서

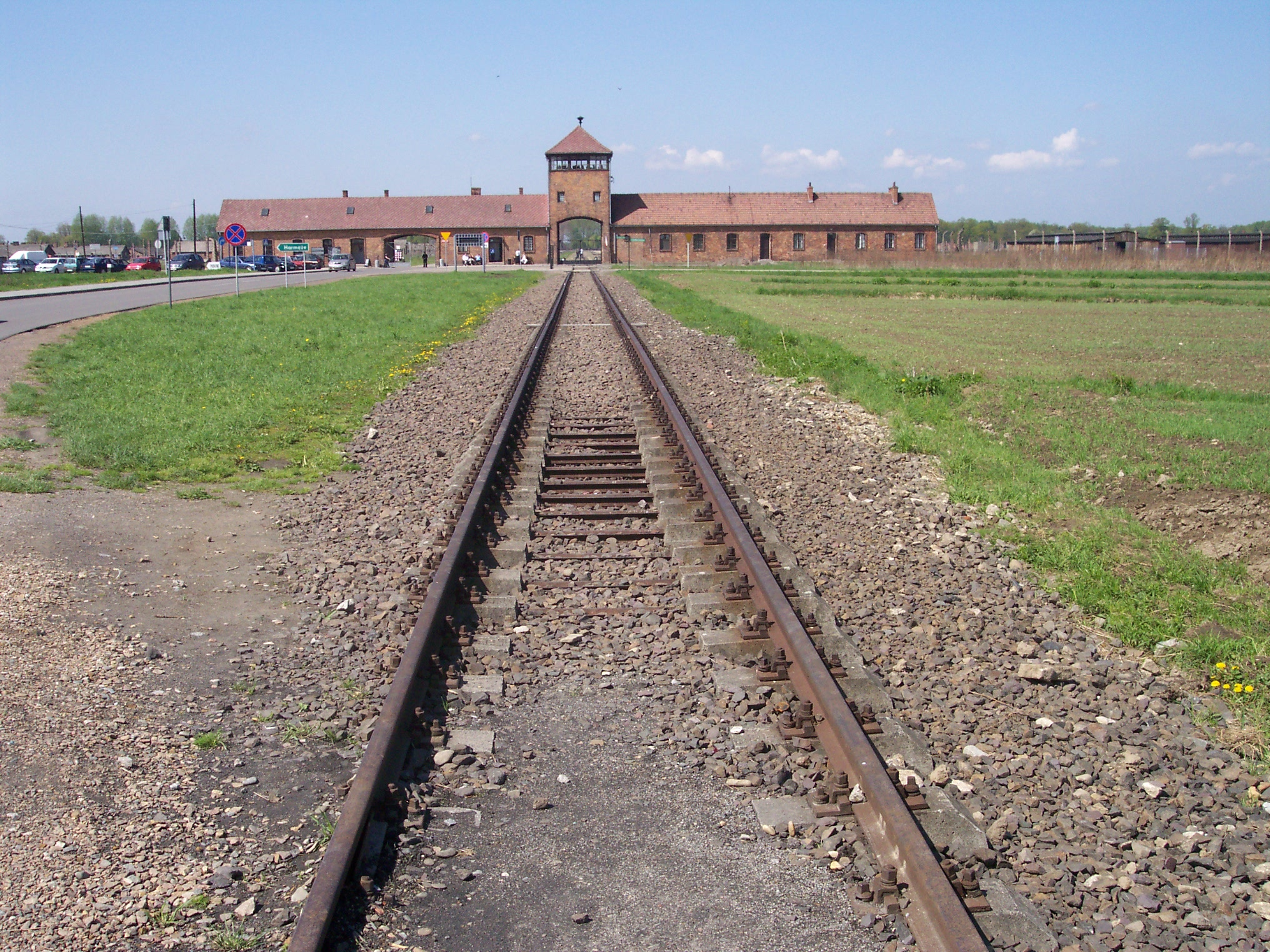
아우슈비츠로 가는 기찻길

1938년에 나치가 ‘더 위대한 제국’을 독일과 함께하기로 한 오스트리아에 환영받으며 들어오자, 아메리는 프랑스로 피신했다가 어머니의 반대를 무릅쓰고 선택한, 유대인 부인과 함께 벨기에로 갔다. 아이러니하게도 그는 벨기에에서 독일인이라는 이유로 추방당해 프랑스 남부로 억류·송환되었다.
프랑스 피레네자틀랑티크 주에 있는, 구스 수용소에서 탈출한 뒤에 그는 벨기에로 돌아가 레지스탕스 활동에 참여했다. 독일 점령군에 저항하는 활동에 광범위하게 참여하던 아메리는 1943년 나치에게 붙잡힌 뒤 브레인동크 요새(Fort Breendonk)에 있는 벨기에 게슈타포 센터에서 잔혹한 고문을 당했다. 당시의 체험을 성찰한 《죄와 속죄의 저편》(Jenseits von Schuld und Sühne)에서, 아메리는 다음과 같이 말했다. “최초의 일격으로 이미 뭔가를 잃어버린다. 뭔가라는 게 무엇인가. 일단 세계에 대한 신뢰라고 해 두자. 바로 그걸 잃게 된다.” 또, 아메리는 고문을 성폭행에 비유한다. “타자에 의한 육체적 강간은 어떤 도움도 기대할 수 없을 때 실존의 절멸 속에 완료된다.” “고문당한 자는 두 번 다시 이 세상과 친숙해질 수 없다. 굴욕은 사라지지 않는다. 첫 일격으로 이미 상처받고 고문당하면서 무너져 간 세계에 대한 신뢰를 두 번 다시 되살릴 수 없다.”
그에게서 더 이상 뽑아낼 정보가 없다고 확인되자 게슈타포는 아메리를 정치범에서 유대인으로‘강등하여’ 아우슈비츠로 보냈다. 특별한 기술이 없었으므로, 아메리는 가혹한 육체 노동을 배정 받았다. 그 일은 아우슈비츠 제3 수용소에 아이쥐 염색 공장(the I.G. Farben factor)과 부나-모노비츠 수용소(the Buna-Monowitz labor camp)를 짓는 일이었다. 소비에트 연방 붉은 군대의 진주를 1년 앞두고, 먼저 부헨발트로 이송되었다가 베르겐-벨젠 강제 수용소로 옮겨졌으며, 거기서 1945년 4월 영국군 덕에 자유의 몸이 되었다.

## 전쟁 이후

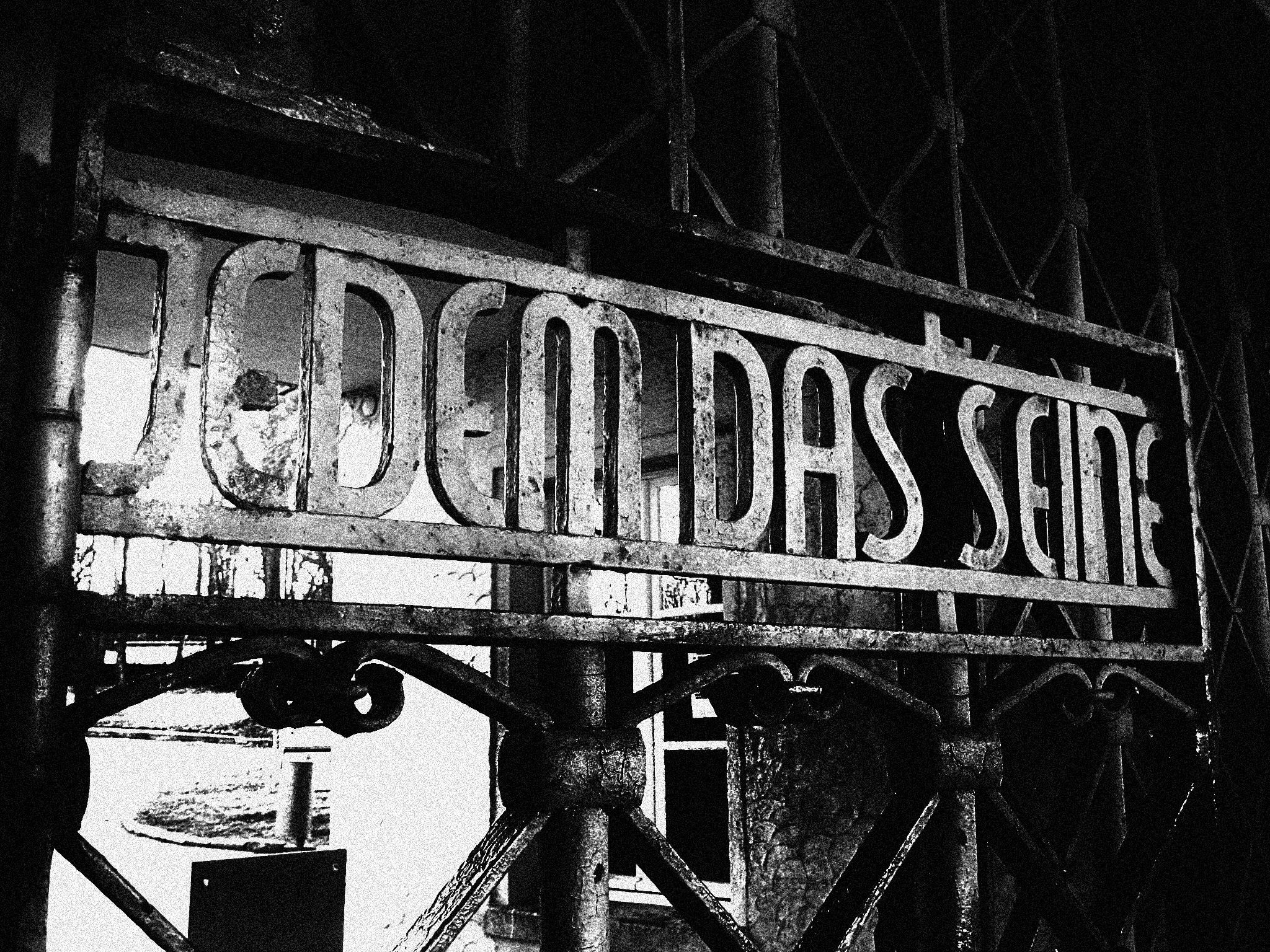
부헨발트 강제 수용소의 정문

전쟁 뒤에 아메리는 이전 이름 한스 마이어에서 프랑스어로 성을 어구전철하여 아메리로 이름을 고쳤다. 이는 독일 문화에서 분리되어 프랑스 문화와 결연하게 되었음을 보이기 위해서였다. 아메리는 브뤼셀에서 살면서 스위스에 있는 독일어 신문의 문화 저널리스트로 일했다. 오랫동안 독일이나 오스트리아에서 책을 출간하는 것을 거부하고, 오직 스위스에서만 했다. 1964년까지 아메리는 죽음의 수용소에서 겪은 일을 전혀 쓰지 않았다. 그해 독일의 시인 헬무트 하이셴뷔텔(Helmut Heißenbüttel)이 강력히 요구하고서야 《죄와 속죄의 저편》(Jenseits von Schuld und Sühne)을 썼다. 이 책은 뒤에 《마음의 극한에서:아우슈비츠와 그 실상에 관한 생존자의 성찰》(At the Mind's Limits: Contemplations by a Survivor on Auschwitz and its Realities.)이라는 제목을 달고 영어로 번역되었다. 한국어로는 2012년에 독문학자 안미현이 번역했다. 아메리는 1976년에 《자살에 대하여:자발적 죽음에 대한 담론》(On Suicide: A Discourse on Voluntary Death)을 출간했고, 1978년에 수면제를 과다 복용하여 자살했다.